# Philharmostes grebennikovi
Philharmostes grebennikovi is een keversoort uit de familie Hybosoridae. De wetenschappelijke naam van de soort is voor het eerst geldig gepubliceerd in 2004 door Ballerio.